# Didattica della storia
La Didattica della storia è un ambito di ricerca, teorico e pratico, che si occupa di tutto quello che riguarda l'insegnamento della storia nelle scuole di ogni ordine e grado. Ha a che fare con altri ambiti di ricerca, come la didattica generale, la pedagogia generale, la psicologia dell'apprendimento e la psicologia scolastica, la psicologia della comunicazione e del linguaggio, la psicologia dello sviluppo e dell'età evolutiva, la storia della storiografia e la metodologia della ricerca storica, la legislazione scolastica.
La Didattica della storia è anche materia di insegnamento universitaria nel corso di laurea quinquennale a ciclo unico di Scienze della formazione primaria (laurea abilitante per gli insegnanti di scuola dell'infanzia e primaria) e nei corsi di abilitazione PAS e TFA per i docenti di scuola media inferiore e superiore per le classi di concorso che prevedono l'insegnamento della storia.
Nel luglio 2016 è stata costituita la Commissione didattica nazionale delle società storiche, con sede a Roma presso la Giunta storica nazionale, coordinata dal prof. Walter Panciera, segretario prof. Agostino Bistarelli.

## La didattica della storia in Italia
In Italia operano alcuni docenti universitari che da molti anni (almeno dagli anni settanta) si occupano di questo settore e che, su questi argomenti, hanno scritto pubblicazioni, sotto forma di libri o di articoli di riviste cartacee o elettroniche, che ad oggi rappresentano lo stato della ricerca in ambito nazionale e internazionale. Sono state proposte modalità di ricerca, sia teorica che pratica, e possibili strategie d'insegnamento differenti rispetto a quelle fino ad ora note e praticate. In particolare, l'unità modulare di apprendimento e la didattica laboratoriale sono state indicate come attività integrative e/o sostitutive riguardo alla tradizionale trasmissione dei meri contenuti che nelle scuole italiane è ancora largamente prevalente.